# Дом Палибина
Дом Пали́бина — одноэтажный особняк на улице Бурденко района Хамовники в Москве. Входил в ансамбль небольшой городской усадьбы Гавриила Палибина. Здание признано объектом культурного наследия России и является одним из самых старых деревянных строений столицы. Общая площадь внутренних помещений составляет 328,1 м².
С начала 1980-х годов здание находилось в ведении Государственного научно-исследовательского института реставрации (ГосНИИР) и являлось культурным центром, служило выставочной площадкой, на его территории размещались мастерские. В 2017—2018 годах фасад был подготовлен к реставрации, на 2019-й запланирован комплекс восстановительных работ.

## История

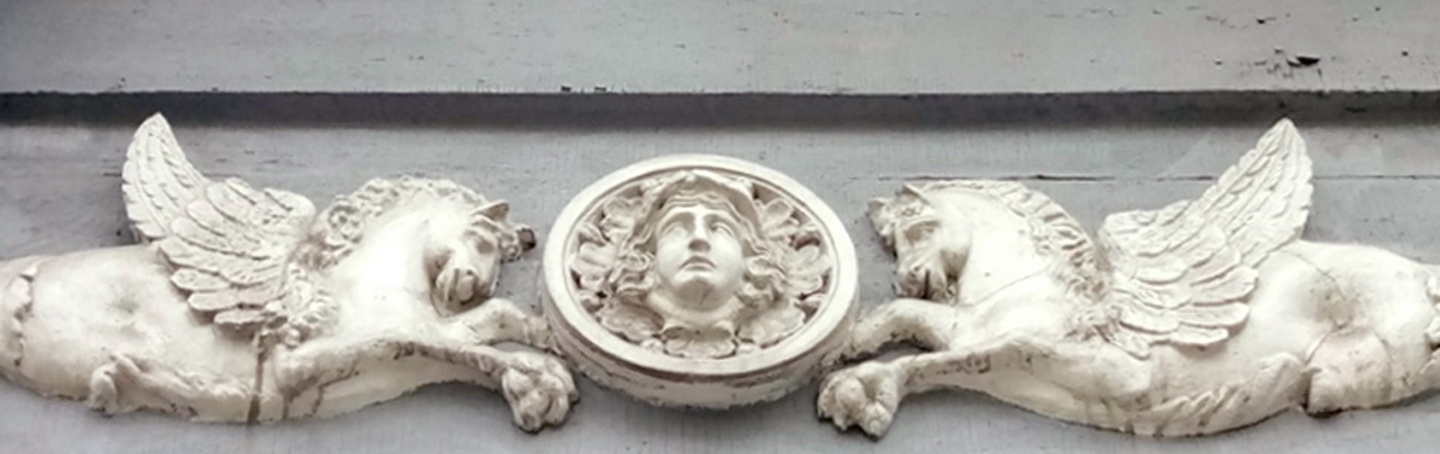
Голова горгоны и ихтиокентавры на фасаде, 2017 год

### Первый владелец
Здание было построено в 1818 году по заказу коллежского советника Гавриила Александровича Палибина, служащего Московской межевой канцелярии. О владельце сохранилось немного сведений: известно, что он был награждён орденами Святого Владимира и Святой Анны, не имел семьи, был небогат. Скончался 24 ноября 1844 года в возрасте 76 лет, похоронен на кладбище при Спасо-Андрониковом монастыре.
Особняк собрали по одному из типовых проектов Экспедиции кремлёвского строения, которую возглавлял архитектор Осип Бове. Это ведомство занималось восстановлением Москвы после пожара 1812 года, в числе его сотрудников были такие знаменитые зодчие, как Доменико Жилярди, Афанасий Григорьев, Матвей Казаков и Алексей Бакарев. Ампирное оформление дома Палибина представляет собой вариант разработанных комиссией «образцовых фасадов», которыми надлежало пользоваться всем застройщикам того времени. В 1816-м император Александр I повелел привести к единообразию пёструю расцветку московских строений, в связи с чем был выпущен указ: «Вообще дозволять красить дома нижеследующими только цветами: белым, палевым, бледно-желтым, светло-серым, диким, бледно-розовым, сибиркою, но с большею примесью белой краски, и желто-серым. От Министерства полиции доставлены будут в губернии дощечки, сими красками выкрашенные, для показания настоящих цветов». Именно в «дикой» цвет и окрашен дом Палибина
На красную линию переулка выходит главный фасад особняка длиной в пять окон, центральную часть венчает мезонин. Под карнизом расположена фантазийная лепнина с орнаментами, пальметтами и мифологическими существами горгонами, ихтиокентаврами. С обратной части особняк выходил в палисадник и к хозяйственным постройкам. Дом Палибина представляет ценность и как памятник бытового уклада жителей столицы в начале XIX века: Хамовники был зелёным, тихим районом, застроенным небольшими усадьбами. «Очень многие владельцы домов этого района держали скот и по утрам, вплоть до конца XIX века, до 90-х годов, раздавался здесь звук рожка, свист кнута. И он собирал живность и вел пасти это стадо на Девичье поле».
В 1847 году дом впервые перестроили: разобрали заднюю часть и увеличили за счёт дополнительного помещения. В 1857-м с западной и восточной сторон особняк окружили двумя застеклёнными верандами, коридоры которых опоясывали всё здание. После революции и до начала 1980-х годов в доме были коммунальные квартиры, жильцы которых на своё усмотрение проводили перепланировку и ремонт внутренних помещений. В этот период была утрачена веранда-галерея с западной стороны дома. Первая плановая реставрация дома проводилась в 1973-м.

### Институт реставрации

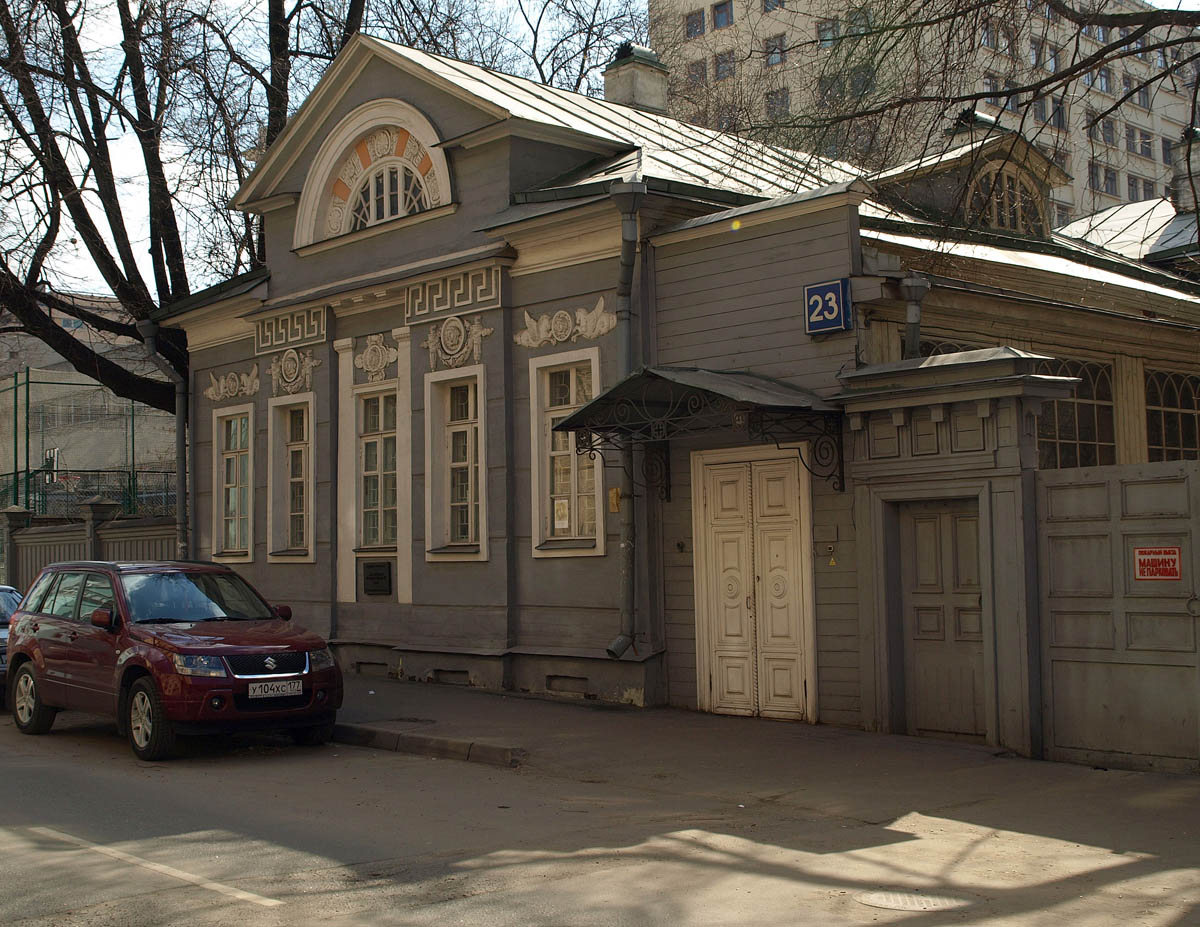
Дом Палибина в 2008 году

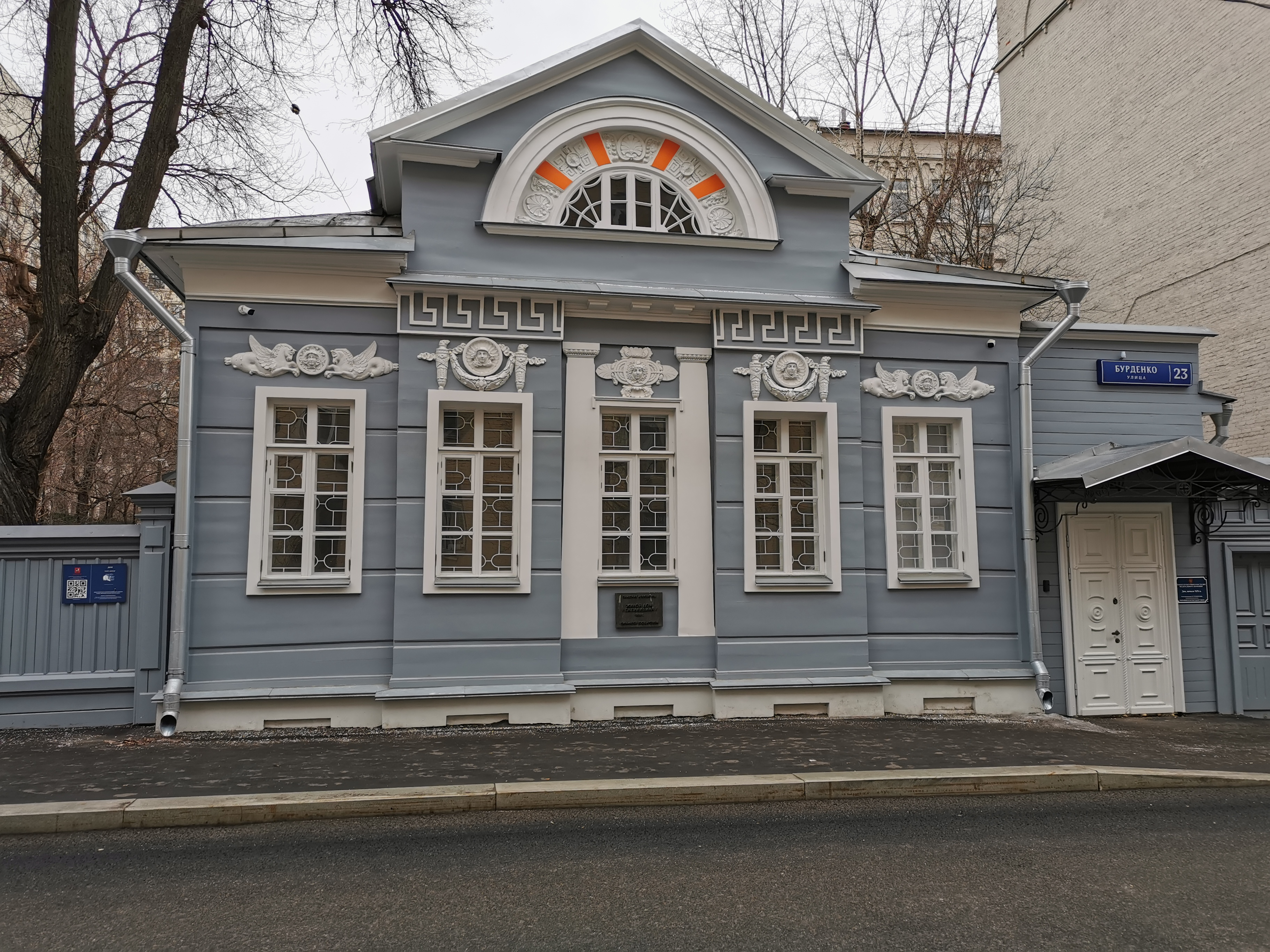
Дом Палибина в 2022 году

В 1983 году дом был передан в ведение Министерства мясной и молочной промышленности СССР, жильцов расселили, а в здании решили организовать ассортиментный кабинет. Восстановить его предложили институту «Спецпроектреставрация». После начала обследования в четырёх парадных комнатах сотрудники обнаружили уникальную, полностью сохранившуюся отделку стен и потолка: живопись на двойном слое бумаги. Этот вид украшения интерьера был прародителем современных обоев и широко применялся в начале XIX века, однако до наших дней практически не сохранился. Кроме того, подобная роспись стоила дорого и чаще всего использовалась во дворцах, например на потолке парадной анфилады в Останкиной усадьбе. Во время одного из ремонтов новые жильцы дома Палибина проложили стены и потолок войлоком, на который нанесли штукатурку — таким образом роспись оказалась законсервирована и идеально сохранилась. Примечательно, что живописный слой был нанесён поверх бумажной основы: специалисты разобрали отдельные хозяйственные счета, письма и таблицы, записанные «орешковыми» чернилами XIX века. Вероятно, в качестве подложки использовались документы Межевой канцелярии, где служил Палибин.
Второй выдающейся находкой стали изразцы, которыми была обложена печь в подсобном помещении. Вероятно, изначально они находились в парадных комнатах, но во время ремонта были заменены на белый кафель и перенесены в техническую комнату под лестницей. Примечательно разнообразие рисунков, выполненных в разной технике: от ярких кавалергардов в парадной форме и средневековых замков к минималистичным орнаментам и цветочным мотивам.
После обнаружения бумажной живописи и изразцов предположительная стоимость реставрации значительно возросла, поэтому министерство отказалось от эксплуатации здания. Поиски нового арендатора были безуспешны, в качестве временной меры в дом Палибина переселили семью сотрудницы ГосНИИР, которая возглавляла проект восстановления. Через три года здание передали институту реставрации, в его ведении особняк оставался более тридцати лет. В нём разместили мастерские и экспозиционные залы. За эти годы в здании прошло свыше 200 выставок и культурных мероприятий.
С 1981 по 1986 год в здании шла реконструкция под управлением треста «Центрреставрация», проектной и исследовательской деятельностью руководила мастерская № 7 института «Спецпроектреставрация». Среди специалистов в ней принимали участие архитекторы С. А. Киселёв и А. В. Дубовик, инженеры Н. Е. Брызгалова и В. Н. Овчинников, искусствовед Е. И. Острова, художники-реставраторы С. С. Галушкин и С. В. Филатова. Возглавил проект почётный член Академии художеств, один из ведущих реставраторов России Савва Ямщиков.

### Современность
В 2017 году сотрудники ГосНИИР начали реставрацию особняка: древесину фасада расчистили, ошкурили и «законсервировали», чтобы в 2018-м перекрасить и покрыть защитным слоем. По приглашению ВООПИК к проекту присоединились российские волонтёры и члены французского объединения Rempart, за год общее число участников превысило 600 человек. Мосгорнаследие выдало официальное разрешение на проведение работ.

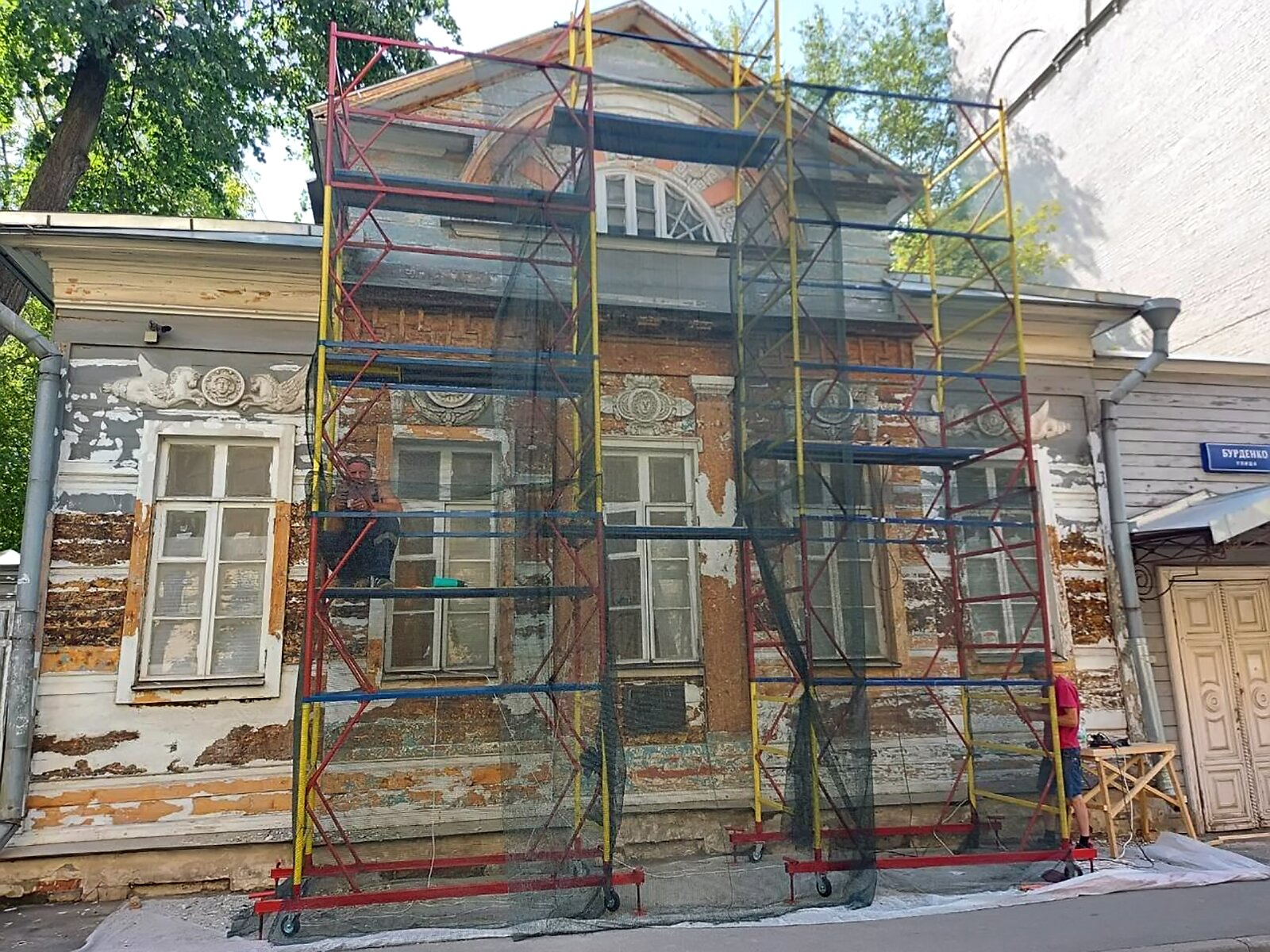
Реставрационные работы на фасаде здания. Август, 2021.

В мае 2018 года Министерство культуры объявило о решении передать здание в безвозмездное пользование Фонду во имя святого архангела Михаила на срок в 25 лет. Эта организация была зарегистрирована в 2014-м и основным видом деятельности указывает «предоставление прочих финансовых услуг». Основной причиной называлось неудовлетворительное состояние особняка, однако, по словам сотрудников ГосНИИР, финансирования на поддержание министерство практически не выделяло, именно поэтому для реставрации приходилось привлекать волонтёров. Уведомление о необходимости освободить помещения было передано за неделю до вступления указа в силу, предварительных переговоров или аукциона с целью поиска новых арендаторов не проводилось. Представители архитектурной общественности и члены Института реставрации обратились в правительство с просьбой о пересмотре решения.
В октябре 2018 года Департамент культурного наследия Москвы объявил о том, что для дома будет разработан проект комплексной реставрации. По заявлению пресс-центра Министерства культуры России, новый арендатор внёс платёж в 962 тыс. рублей на реставрацию. Планируется сделать весь второй этаж здания мемориальной зоной Саввы Ямщикова и назначить хранителем его дочь Марфу, а на фасаде установить мемориальную доску Ямщикову.
В августе 2021 года в здании начались комплексные реставрационные работы. Специалисты восстановят внешние элементы фасада, а внутри здания отреставрируют наборный паркет, печи, стены, двери и другие исторические элементы.